# ویلیام دی کولیج
 ویلیام دی کولیج (انگلیسی: William D. Coolidge؛ زاده ۲۳ اکتبر ۱۸۷۳ درگذشته ۳ فوریهٔ ۱۹۷۵) یک دانشمند اهل ایالات متحده آمریکا بود.